# Andreas Ekberg
Lars Christian Andreas Ekberg (ur. 2 stycznia 1976 roku w Malmö) – szwedzki sędzia piłkarski. Od 2013 roku sędzia międzynarodowy.
Ekberg znalazł się na liście 19 sędziów Mistrzostw Europy 2020.